# Adonis Rivas
Adonis Antonio Rivas Ordóñez (* 7. Dezember 1972 in León) ist ein nicaraguanischer Boxer im Superfliegen- und Fliegengewicht.

## Profikarriere
Im Jahre 1995 debütierte Rivas als Profiboxer und gewann seine ersten neun Kämpfe. Am 20. November 1999 wurde er mit einem einstimmigen Punktsieg über Diego Morales WBO-Weltmeister im Superfliegengewicht. Diesen Titel verteidigte er im darauffolgenden Jahr gegen Pedro Morquecho und Joel Luna Zarate und verlor ihn im Juni 2001 an Pedro Alcázar durch geteilte Punktrichterentscheidung. Im Februar 2014 trat er mit einer Gesamtbilanz von 22 Siegen bei 15 Niederlagen ab.